# Tina Charles (chanteuse)
Ne doit pas être confondu avec Tina Charles, joueuse de basketball.
Tina Charles (née Tina Hoskins le 10 mars 1954 à Whitechapel, Londres, en Angleterre) est une chanteuse britannique qui a connu le succès en tant qu'artiste disco dans la seconde moitié des années 1970.
Son single le plus connu, I Love to Love (But My Baby Loves to Dance), est no 1 au Royaume-Uni.

## Biographie

### Jeunesse
Tina Charles est née Tina Hoskins à Whitechapel, Londres, de Charles Hoskins, qui travaillait dans une usine de fabrication de boîtes à Bow et de sa femme Hilda. Elle s'est remise d'une méningite lorsqu'elle était encore un bébé. Elle a un frère, Warren, qui était son directeur de tournée au plus fort de sa carrière.

### Carrière
Tina Charles commence sa carrière en tant que choriste de studio, elle a enregistré son premier single sous son nom en 1969 avec Elton John au piano qui était encore inconnu à l'époque, Good to Be Alive avec en face B Same Old Story, Elton est présent sur les deux chansons. Au début des années 1970, elle fait les chœurs pour la série d'albums Top of the Pops de reprises de succès contemporains. En 1971, elle a fait des apparitions dans la première série de The Two Ronnies, le sketch show de la BBC1 mettant en vedette Ronnie Barker et Ronnie Corbett, interprétant des chansons telles que River Deep Mountain High et Ruby Tuesday,. En 1975, Tina et son amie Linda Lewis, accompagnent Steve Harley and Cockney Rebel sur la chanson Make Me Smile (Come Up and See Me) sur leur album The Best Years of Our Lives. Elle chante sur le single disco à succès du groupe 5000 Volts en 1975 I'm on Fire. Bien qu'elle n'ait pas été publiquement reconnue comme membre du groupe à l'époque en raison de problèmes contractuels, Tina était considérée comme ayant une voix plus forte que les chanteurs officiels du groupe. La chanson atteint la 4e place dans le UK Singles Chart, et 26e du Billboard Hot 100.
La grande percée de Tina Charles survient peu après en 1975, lorsque le compositeur et producteur indo-britannique Biddu (en), qui venait de connaître le succès avec la chanson disco Kung Fu Fighting pour Carl Douglas, produisit les singles You Set My Heart on Fire et I Love to Love pour elle. Ce dernier single, écrit par Jack Robinson et composé par David Christie, a passé trois semaines au numéro un du classement britannique en mars 1976 et est un succès majeur dans le monde entier. Il a remporté un prix Juno en 1977. La collaboration de Biddu se poursuit sur un futur album et une autre chanson à succès : Dance Little Lady Dance. Au total, Tina passe 42 semaines sur le UK Singles Chart rien qu'en 1976, principalement en raison de ces deux singles. Pendant ce temps, son groupe de tournée comprenait Trevor Horn (qui est pendant un certain temps son petit ami), Geoff Downes et Bruce Woolley (en). D'autres succès comme Love Me Like a Lover, Dr. Love, Rendez-vous et Love Bug font d'elle une pop star en Europe, en Asie, en Australie et en Nouvelle-Zélande, mais elle ne réussira jamais à connaître le succès aux États-Unis. Son seul enregistrement solo à avoir été enregistré de manière significative aux États-Unis était You Set My Heart on Fire, qui atteint la troisième place du classement Disco File Top 20 de Record World à l'automne 1975.
En 1978, Tina Charles est lauréate du Festival mondial de la chanson populaire qui s'est tenu à Tokyo, interprétant l'air Love Rocks. Elle représente le Royaume-Uni et partage le premier prix avec le candidat du Japon.
En 1980, sa carrière était en déclin et la musique disco perdait généralement une partie de sa popularité. Elle a tenté de changer son style disco pour son album Just One Smile; sorti en 1980, pour un style rock électronique plus hard edge, mais l'album a été pratiquement ignoré. Elle s'est mariée et a eu un enfant, et s'est consacrée pendant quelques années à sa vie de famille, mettant sa carrière de chanteuse entre parenthèses. Au milieu des années 1980, elle connait une résurgence avec un remix de I Love to Love qui a été produit par un ami et associé de longue date, Sanny X. Et la même année, elle fait les chœurs sur le premier album des Buggles, un groupe de synthpop formé des deux musiciens qui avaient fait partie de son groupe accompagnateur dans le passé, le bassiste chanteur Trevor Horn et le claviériste Geoff Downes, on peut[style à revoir] d'ailleurs l'entendre sur le grand succès de ce duo, Video Killed the Radio Star.
Depuis 2000, Tina Charles s'est produit dans toute l'Europe où la musique disco et ses singles à succès sont réévalués, et elle devient une interprète live populaire. Elle figurait dans le Top 5 du classement US Hot Dance Music / Club Play avec Higher en 2006, cette chanson est produite par Sanny X. Par la suite, Tina Charles fait une apparition avec The Producers (groupe comprenant entre autres Trevor Horn) lors de leur concert de 2007, en chantant Slave to the Rhythm. En octobre 2007, elle enregistre Hide and Seek avec le producteur Ian Levine pour l'album Disco 2008. Son avant dernier album, Listen 2 the Music sort en mars 2007.
En 2010, elle est signée par le DJ et producteur britannique Carl Cox sur son label discographique PMG Music. D'autres artistes notables qui sont signés par le label de Carl Cox sont Sinitta et Amanda Lear. Le premier single de Charles avec PMG, Your Love Is My Light, sort le 7 novembre 2011 et numériquement le 14 novembre. Toujours en 2010, elle part en tournée avec 5000 Volts, le groupe avec lequel elle connait son premier album à succès.

## Vie privée
Tina Charles épouse Bernard Webb en 1977, et ils divorcent en 1979. Leur fils, Max, est né en juin 1977à Londres. Elle épouse par la suite Tetoo Hassan en 1993. Ils vivaient à Caterham, Surrey, Angleterre. Hassan décède d'un cancer en 2013. Puis en 2015, elle épouse son troisième mari, David Fancourt. En 2016, ils vivent dans le Surrey.

## Discographie

### Albums studio
- 1976 : Dance Little Lady
- 1976 : I Love to Love
- 1977 : Tina Sings
- 1977 : Heart 'N' Soul
- 1980 : Just One Smile
- 2007 : Listen 2 the Music
- 2008 : Feels Like Sunday

### Compilations
- 1977 : Tina Charles' Greatest Hits
- 1979 : Greatest Hits
- 1980 : Tina Charles '80
- 1981 : Dance Little Lady... Dance
- 1993 : World of Emotion (album de remix)
- 1993 : Dance Little Lady Dance/Tina Charles Best Hits (distribué au Japon uniquement)
- 1994 : The Best of Tina Charles
- 1996 : The Very Best of
- 1998 : Foundation of Love
- 2002 : I Love to Love (album de remix)

### Collaborations
- 1975 : The Best Years of Our Lives  de Steve Harley and Cockney Rebel - chœurs
- 1980 : The Age of Plastic des Buggles - chœurs
- 2007 : Disco 2008 (compilation) - chant sur le morceau Hide and Seek

### Avec 5000 Volts
- 1976 : 5000 Volts  (album studio)
- 1976 : High Voltage (compilation)
- 1997 : I'm on Fire - Love Cloud (album studio)
- 2012 : Reunited (compilation)